# Kostel svatého Šimona a Judy (Žibřidice)
Římskokatolický farní kostel svatého Šimona a Judy v Žibřidicích je raně barokní sakrální stavba postavená v roce 1672. Od roku 1966 je kostel společně s farou chráněn jako kulturní památka.

## Historie
Stojí v místě dřevěného kostela, jehož existence je doložena k roku 1352 v soupisu papežských desátků. Tehdy šlo o dřevěnou stavbu, která zde v různých podobách stála až do počátku 70. let 17. století. Tehdy se hrabě Christoph Rudolf von Breda, majitel panství Lemberk, k němuž Žibřidice náležely, rozhodl zásadně obnovit zdejší kostelní okrsek. Kromě fary nechal postavit zejména zcela nový raně barokní kostel. Výstavba kostela se datuje do roku 1672. Autorem stavby byl zřejmě hraběcí stavitel Caesar Biot, který ve stejné době přestavoval i bredovské rodové sídlo. Kostel byl tehdy zřejmě vybaven i novým vnitřním zařízením, které bylo obnoveno v následujícím století. Naposledy byl opraven již novými farníky, poté kdy byli vysídleni původní německy mluvící obyvatelé, roku 1948, což dokládá letopočet nad západním portálem. Poté kostel začal postupně chátrat.

## Architektura
Kostel je obdélný, jednolodní. Má polokruhový presbytář a západní hranolovou věž. Na hranách je věž obložená kvádry. Na věži je helmice s dvojitou lucernou. Krytá je břidlicovými destičkami. Ve štítu je socha sv. Floriána.
Uvnitř má kostel plochý strop. V lodi je trojramenná dřevěná kruchta. Na poprsnici kruchty je čtrnáct maleb Krista a evangelistů, které pocházejí ze 2. poloviny 18. století.

## Zařízení
Hlavní oltář pochází z 1. poloviny 18. století. Je barokní, portálový a sloupový. Nachází se na něm oproti době výstavby kostela novější oltářní obraz. Na oltáři jsou však původní plastiky. Ostatní zařízení je rokokové z 2. poloviny 18. století. Sochy v kostele jsou novější a pocházejí z konce 19. století. Křtitelnice je ze 2. poloviny 17. století. Je raně barokní, kamenná, tesaná a nacházejí se na ní hlavičky andílků. Barokní sochy dvou františkánských světců jsou z 1. poloviny 18. století.

## Okolí kostela
Kostel je obklopen bývalým hřbitovem. V rámci obnovy kostelního areálu po třicetileté válce nechal Christoph Rudolf von Breda, majitel lemberského panství, zřejmě podle projektu svého stavitele Caesara Biota postavit novou farní budovu. Fara je raně barokní z roku 1672. Jedná se o volně stojící, obdélnou, jednopatrovou stavbu s mohutným kamenným portálem v ose jižního průčelí. Ostatní průčelí jsou nezdobená. Severní průčelí, které je směrem ke kostelu, podpírají mohutné opěráky. Fara sloužila svému původnímu účelu ještě krátce po II. světové válce. Později byla využita jako ubytovací kapacita. Mezi kostelem a farou se nachází raně barokní reliéf Piety ze 17. století.